# Варга, Станислав
Станислав Варга (словац. Stanislav Varga; род. 8 октября 1972, Липаны) — словацкий футболист и тренер, игравший на позиции защитника. За сборную Словакии сыграл более 50 матчей.

## Карьера

### Карьера игрока
Варга начал свою карьеру в 1992 году в команде своего края «Татран», где провёл шесть сезонов. За эти шесть сезонов Варга сыграл 104 матча и забил 10 голов.
В 1998 году он переходит в «Слован», сумма перехода составила £ 650,000. В клубе он сыграл всего лишь два сезона, где завоевал три трофея — чемпионство, Кубок и Суперкубок. За два сезона он сыграл более 50 матчей и забил чуть больше 10 голов.
В 2000 году он подписывает трёхсезонный контракт с «Сандерлендом». Сумма трансфера составила 1,1 млн £. Всего за три сезона он проводит 21 матч и отличается 1 голом. Затем на правах аренды переходит в «Вест Бромвич», где проводит 4 матча.
В июле 2003 года он переходит в шотландский «Селтик», где играет последующие три сезона. За три сезона он завоёвывает пять титулов — два чемпионства, два кубка и Кубок шотландской лиги. В «кельтском» клубе Варга проводит 80 матчей и забивает 10 голов.
В августе 2006 года Варга возвращается в «Сандерленд» за ту же сумму, где играет также два сезона. В сезоне 2005/06 он выигрывает Чемпионшип. Всего за полтора сезона он сыграл 20 матчей и отметился одним голом. Вторую половину сезона он проводит в «Бернли», в дебютном матче он и команда побеждают со счётом 1:0. Всего же он проводит 10 матчей.
«Сандерленд» выпустил его в конце сезона, и через некоторое время после статуса свободного агента он заканчивает карьеру.

### Карьера в сборной
Всего в составе сборной Словакии он сыграл 56 матчей и забил всего 2 гола.

## Достижения
«Слован»:
- Чемпион Словакии (1998/99)
- Обладатель Кубка Словакии (1998/99)
- Обладатель Суперкубка Словакии (1999)

«Селтик»:
- Чемпион Шотландии (2: 2003/04, 2005/06)
- Обладатель Кубка Шотландии (2: 2003/04, 2004/05)
- Обладатель Кубка шотландской лиги (2005/06)

«Сандерленд»:
- Победитель Чемпионшипа (2006/07)